# Filmregény – Három nővér
A Filmregény – Három nővér Dárday István 1978-ban bemutatott dokumentum játékfilmje, Bodnár Eszter, Himmer Márta és Szakács Zsuzsa főszereplésével. Civil szereplők játszanak a filmben.

## Cselekmény
A film három nővér életét mutatja be: Magyar Zsuzsa, Magyar Ági és Magyar Mari. Egy pesti bérház lakásában élnek szüleikkel. A film elején megfogalmazzák azt, hogy mit akarnak elérni az életben, vágykoznak. Két-két évükbe nyerhetünk bepillantást. Látszólag a középsőnek, Áginak sikerült a legjobban megvalósítani az álmát, ám miután kudarcba fullad a párkapcsolata és gyermekének elvetetése rádöbbenti, hogy életidegen volt a szemlélete. Mari adminisztrátor. Gyorsan kötött házasságot, szeretőt tart és feladja újságírói karrierjét is. Zsuzsa textiltervező. Mivel szerencsétlenek érzi magát az életben, öngyilkosságot próbál végrehajtani. A betegágyánál a testvérek egy nagy beszélgetés után egymás hibáiból vonják le a tanulságot, hogy előrelátóbban folytathassák az életüket.